# Матарадзин
Матарадзин (摩多羅神) или Мадарадзин (摩怛哩神) — буддийское божество, почитаемое в основном в школе Тэндай японского буддизма. Изначально он считался гневным божеством, препятствующим перерождению в чистой земле, и, таким образом, «богом препятствий», но со временем стал рассматриваться и как защитник приверженцев учения Тэндай, способный отгонять демонов, особенно тэнгу, а также эпидемии. Он приобрел и другие роли, в том числе покровителя исполнительских искусств (например, но и саругаку) и астрального бога судьбы. Кроме того, он стал отождествляться со многими другими фигурами, такими как Махакала, Синра Миёдзин и Сусаноо-но-микото, приобретя некоторые их черты. Он может быть идентифицирован и как гневный аспект Будды Амитабхи. Существует множество традиций касательно его иконографии. Первоначально он изображался в виде многорукого и многоголового божества, но со временем его стали изображать в виде улыбающегося старика, одетого как японский аристократ. Символически он может быть представлен маской окина.
О храмах, святилищах и мандалах, посвященных Матарадзину, сохранилось мало сведений. Известно, что он был увековечен в ряде исторических святилищ Тэндай, в том числе в Энряку-дзи на горе Хиэй. Он также был центральной фигурой в обрядах Гэнси Кимёодан. В период Эдо они подверглись критике в связи с попытками реформирования Тэндай, что привело к снижению уровня почитания Матарадзина. Тем не менее, его продолжают чествовать на «празднике быка» в Кёрю-дзи. Скрытая статуя, изображающая его, находится также в Моцу-дзи, хотя увидеть её можно только раз в тридцать три года.

## Истоки
Происхождение Матарадзина долгое время было предметом научных изысканий. Хаяси Радзан (1583—1657) предполагал, что он возник в результате смешения Конпиры и божества, связанного с горой Мива. В период Эдо священник Тэндай Какудзин в своих «Личных размышлениях о Матарадзине» (摩多羅神私考; Matarajin Shikō), опубликованных в 1738 г., задавался вопросом, где возникло это божество — в Индии, Китае или Японии. Искусствовед Кагеяма Харуки в 1954 г. предположил, что первоначально он возник в Китае, а в Японию был привезен буддийскими монахами. Кагеяма Харуки предположил, что первоначально он мог возникнуть в результате смешения Тайшань Фуцзюня и Махакалы в контексте эзотерических буддийских мандал. Сегодня предполагается, что имя Матарадзин произошло от терминов mata и matara, японских транскрипций санскритского mātṛkā. В контексте исторического японского буддизма оно обозначает божество, связанное с мором. Также это может быть обозначение камней или курганов, которые считались местами проявления тэнгу или лисиц. Бернард Фор предполагает, что первоначально имя Матарадзин относилось либо к коллективу так называемых «семи матерей», известных по мандале Энматена, либо к богу или богам, управляющим ими, а именно Махакале, Яме и Винаяке, хотя он подчеркивает, что обозначаемые им сущности сначала были «плохо определены». Хасуике Тошитака пытается этимологически связать Матарадзина с зороастрийским Митрой, но это предложение не нашло поддержки у других исследователей.